# Horst Blankenburg
Horst Blankenburg (Heidenheim, 1947. július 10. –) német labdarúgó, hátvéd, edző.

## Pályafutása

### Játékosként
A VfL Heidenheim korosztályos csapatában kezdte a labdarúgást. 1967–68-ban az 1. FC Nürnberg, 1968–69-ben az osztrák Wiener SC, 1969–70-ben az 1860 München, 1970 és 1975 között a holland Ajax, 1975 és 1977 között a Hamburger SV, 1977–78-ban a svájci Neuchâtel Xamax labdarúgója volt. Tagja volt az Ajax sorozatban háromszor bajnokcsapatok Európa-kupáját nyerő és a Hamburg  KEK-győztes csapatának. 1978 és 1980 között az amerikai Chicago Sting játékosa volt, közben 1979–80-ban kölcsönben a belga KSC Hasselt csapatában szerepelt. 1980 és 1982 között a Preußen Münster labdarúgója volt.

### Edzőként
1981–82-ben a Preußen Münster játékosedzője, 1985–86-ban a Lüneburger SK, 1987-ben az SV Atlas Delmenhorst vezetőedzője volt.

## Sikerei, díjai
1. FC Nürnberg
- Nyugatnémet bajnokság (Bundesliga)
  - bajnok: 1967–68

 Ajax
- Holland bajnokság
  - bajnok (2): 1971–72, 1972–73
- Holland kupa
  - győztes (2): 1971, 1972
- Bajnokcsapatok Európa-kupája
  - győztes (3): 1970–71, 1971–72, 1972–73
  - döntős: 1968–69
- UEFA-szuperkupa
  - győztes: 1972, 1973
- Interkontinentális kupa
  - győztes: 1972

 Hamburger SV
- Nyugatnémet kupa (DFB Pokal)
  - győztes: 1976
- Kupagyőztesek Európa-kupája
  - győztes: 1976–77